# Gabriel Singson
Gabriel C. Singson (Lingayen, 18 maart 1929 - 29 maart 2016) was een Filipijns bankdirecteur en topfunctionaris. Singson was de bankdirecteur (governor) van de Filipijnse Centrale Bank, de Bangko Sentral ng Pilipinas van 1993 tot 1999.

## Biografie
Gabriel Singson werd geboren op 18 maart 1929 in Lingayen in de Filipijnse provincie Pangasinan. Zijn ouders waren Calixto P. Singson en Esperanza de la Cruz. Na zijn middelbare schoolopleiding voltooide Singson in 1948 magna cum laude en als valedictorian een opleiding aan het College of Liberal Arts aan de Ateneo de Manila University. Daarna voltooide hij in 1952 een studie rechten aan de Ateneo Law School. In hetzelfde jaar slaagde Singson tevens  als tweede van zijn jaargang voor het toelatingsexamen (bar exam) van de Filipijnse balie. In 1960 voltooide hij nog een Master-opleiding Rechten aan de Michigan Law School.
Singson doceerde handelsrecht en burgerlijk recht aan de Ateneo de Manila University van 1956 tot 1972. Daarnaast werkte hij van 1952 tot 1955 als advocaat op het advocatenkantoor van Cesar P. Bengzon. Vanaf 1955 begon Singson zijn carrière in de Filipijnse Centrale Bank. Van 1955 tot 1960 was hij jurist van de Centrale Bank, daarna was hij technisch assistent van de Monetary Board van de Centrale Bank van 1960 tot 1962, assistent van de Deputy-Governor van de Centrale Bank van 1963 tot 1966 en van 1968 tot 1970. Tussendoor was hij jurist van de Asian Development Bank. Van 1970 tot 1074 was Singson assistent van de Governor van de Centrale Bank en van 1974 tot 1975 was hij General counsel van de Centrale Bank en aansluitend van 19750 tot 1980 Deputy-Governor van de Centrale Bank.
Op 6 juli 1993 werd Singson door president Fidel Ramos benoemd tot gouverneur van de Bangko Sentral ng Pilipinas (BSP). Hij was daarmee de eerste directeur van de Filipijnse centrale bank na de reorganisatie door Republic Act 7653 en de hernoeming van Central Bank of the Philippines naar Bangko Sentral ng Pilipinas. Zijn termijn als bankdirecteur van de BSP duurde tot 5 juli 1999. Gedurende deze periode legde hij de grondslag voor een sterkere Filipijnse peso en een stabieler bankensysteem. Hij werd hiervoor door het Internationaal Monetair Fonds ook tweemaal onderscheiden als beste Centrale Bankdirecteur van het jaar. Tijdens zijn periode werden de Filipijnen en een groot deel van Oost-Azië ook getroffen door de Aziatische financiële crisis. De maatregelen die Singson met de BSP trof zorgden er voor dat de Filipijnen relatief mild getroffen werden.
Na zijn termijn als directeur van de Filipijnse Centrale Bank bekleedde Singson topfuncties in het bedrijfsleven. Hij was onder meer directeur van bedrijven van 
John Gokongwei, Alfonso Yuchengco en Lucio Tan.
Singson overleed in 2016 op 87-jarige leeftijd en werd begraven in Heritage Park in Taguig. Hij was getrouwd met Monyeen Retizos. Samen kregen ze twee zonen en 1 dochter. 